# 四里河街道
四里河街道，是中华人民共和国安徽省合肥市庐阳区下辖的一个乡镇级行政单位。

## 行政区划
四里河街道下辖以下地区：
桃花园社区居委会、银河湾社区居委会、四河社区。